# 海虹街道
海虹街道，中国浙江省台州市椒江市下辖的一个街道。2020年12月，撤销三甲街道，在原三甲街道行政区域范围内，以洪家场浦为界新设三甲街道、海虹街道。新设立的海虹街道为洪家场浦以北的区域，区域面积约 16.5 平方千米，下辖朝阳社区（原新王、半坦村），飞龙、高闸、光辉、翻身、六甲、和平、 解家、东兴（原郭家、建设村）等行政村。

## 辖区
该街道辖有共1个社区、8个行政村：
朝阳社区（原新王、半坦村），飞龙、高闸、光辉、翻身、六甲、和平、解家、东兴（原郭家、建设村）等行政村。